# 道佛
道佛（どうぶつ、道仏とも）は、埼玉県南埼玉郡宮代町の町名および字。現行行政地名は道佛一丁目から三丁目、および字道佛。町丁部分は住居表示実施済み。郵便番号は345-0811。

## 地理
宮代町の中央部に位置し、東武動物公園駅からおおよそ1 kmほど南の距離にある。東部は東武伊勢崎線（東武スカイツリーライン）の線路を、西部及び南部は姫宮落川を境界としている。区画整理事業が行われた道佛地区は近年新築住宅が多く建設され、若年層が多く流入して人口が増えている。また、町丁部分の北部および西部に住居表示未実施の字道佛があり、西部は主に水田などの農地で、南西端を笠原沼落が流れる。三角形の区域を有する北部は、住宅地となっている。

### 地価
住宅地の地価は、2024年（令和6年）1月1日の公示地価によれば、道佛二丁目6番6号の地点で6万1,100円/m2となっている。

## 歴史
- 1930年（昭和5年） - 大字の廃止に伴ない、百間村大字百間、大字百間中島、大字百間中、大字百間金谷原組、大字百間西原組、大字百間東、大字蓮谷の各一部から字道佛（道仏）が成立[7]。
- 1955年（昭和30年）7月20日 - 百間村と須賀村が合併し、宮代町の字名となる。
- 1965年（昭和40年）4月1日 - 字道佛の一部が宮代一丁目〜三丁目の一部となる[8][7]。
- 2008年（平成20年）11月28日 - 春日部久喜線の東武伊勢崎線と交差するアンダーパス「みやしろ地下道」が地内に完成、蓮田杉戸線と合わせて路線の付け替えが行われる。
- 2018年（平成30年）1月27日 - 道仏土地区画整理事業の完成により、換地処分が前日に行われたことに伴い住居表示が実施され、字道佛の一部から道佛一丁目〜三丁目が成立する[9]。

## 世帯数と人口
2020年（令和2年）10月時点での世帯数と人口は以下の通りである。
| 丁目・字   | 世帯数    | 人口    |
| ---------- | --------- | ------- |
| 字道佛     | 239世帯   | 574人   |
| 道佛一丁目 | 72世帯    | 188人   |
| 道佛二丁目 | 352世帯   | 1,109人 |
| 道佛三丁目 | 376世帯   | 1,003人 |
| 計         | 1,039世帯 | 2,874人 |

## 小・中学校の学区
町立小・中学校に通う場合、学区は以下の通りとなる。
| 丁目・字   | 番地 | 小学校           | 中学校             | 備考                                         |
| ---------- | ---- | ---------------- | ------------------ | -------------------------------------------- |
| 字道佛     | 全域 | 宮代町立東小学校 | 宮代町立百間中学校 | 1997年度以降より宮代町立笠原小学校も選択可能 |
| 道佛一丁目 | 全域 | 宮代町立東小学校 | 宮代町立百間中学校 | 1997年度以降より宮代町立笠原小学校も選択可能 |
| 道佛二丁目 | 全域 | 宮代町立東小学校 | 宮代町立百間中学校 | 1997年度以降より宮代町立笠原小学校も選択可能 |
| 道佛三丁目 | 全域 | 宮代町立東小学校 | 宮代町立百間中学校 | 1997年度以降より宮代町立笠原小学校も選択可能 |

## 交通

### 鉄道
東武伊勢崎線（東武スカイツリーライン）が敷設されているが地域内に鉄道駅は無い。最寄り駅は東武動物公園駅となっている。

### 道路
- 埼玉県道85号春日部久喜線
- 埼玉県道154号蓮田杉戸線

## 施設
- ピアシティ宮代
- 宮代幼稚園
- 新義真言宗 医王院
- 風土記の丘公園
- 道佛南公園
- 桜の道公園
- きりかぶ公園

※ 道佛集会所は宮代二丁目に所在する。